# Бельсько (Мендзиходський повіт)
Бельсько (пол. Bielsko, нім. Bielen) — село в Польщі, у гміні Мендзихуд Мендзиходського повіту Великопольського воєводства.
Населення — 1604 особи (2011).
У 1975-1998 роках село належало до Гожовського воєводства.

## Демографія
Демографічна структура станом на 31 березня 2011 року:
|          | Загалом | Допрацездатний вік | Працездатний вік | Постпрацездатний вік |
| -------- | ------- | ------------------ | ---------------- | -------------------- |
| Чоловіки | 793     | 175                | 557              | 61                   |
| Жінки    | 811     | 181                | 498              | 132                  |
| Разом    | 1604    | 356                | 1055             | 193                  |